# Пела (округ)
Округ Пела је округ у периферији Средишња Македонија и историјској покрајини Македонији, у северној Грчкој. Управно средиште округа је град Воден (гр:Έδεσσα), а највећи град је Ениџе Вардар (гр: Γιαννιτσά)..
Округ Пела је успостављен 2011. године на месту некадашње префектуре, која је имала исти назив, обухвата
исте границе.

## Назив
Област је добила назив по древној Пели, престоници Античке Македоније која се у њој налази.

## Природни услови
Округ Пела једна је од пограничних и има дугу границу са Северном Македонијом на северу. На истоку се округ граничи са окрузима Кукуш и Солун, на југу са окрузима Иматија и Кожани, док се на западу округ Пела граничи са округом Лерин.
Највећи део округа је планински, нарочито на северу (планине Каракамена, преко 2000 м), као и на западу и истоку. За разлику од већег дела, најјужнији део округа је равничарски, Солунско поље, веома низак (5-10 м н. в.) и мочваран.

## Историја
Најважнији део историје на подручју округа Пела везан је за антички град Пелу је постао престоница македонског краљевства за време Архилаја I Македонског, а била је престоница и у доба Филипа II и Александра Великог. На основу значаја овог античког локалитета образована је истоимена префектура 1947. године, данас округ.
Подручје округа било је део Османског царства више од 500 година, а некадашње бројно турско становништво исељено је после Грчко-турског рата 1923. г.

## Становништво
По попису из 2021. године округ Пела је имао око 127.000 становника, од чега мање од 20% живи у седишту округа, граду Водену.
Етнички састав: Главно становништво округа су Грци, од којих већина воде порекло од избеглица из Мале Азије, уз присуство словенске и влашке мањине. Последњих година овде се населио и омањи број насељеника из целог света.
Густина насељености је око 50 ст./км², што је осетно мање од просека Грчке (око 80 ст./км²). Равничарски део на југу је много боље насељен него планинско залеђе на западу и северу.

## Управна подела и насеља
Округ Пела се дели на 4 општине:
1. Воден
2. Вртикоп
3. Меглен
4. Пела

Воден је седиште округа, а од значајнијих градова (> 10.000 ст.) у округу потребно је споменути Ениџе Вардар.

## Привреда
Обласна привреда углавном је заснована на пољопривреди и то на воћу. Везано за то развила се прехрамбена индустрија.